# Cheap Thrills (film)
Pour les articles homonymes, voir Cheap Thrills (homonymie).
Pour plus de détails, voir Fiche technique et Distribution.
Cheap Thrills est un thriller d'action américain réalisé par E. L. Katz et sorti en 2014.

## Synopsis
Craig Daniels, écrivain raté retrouve un vieil ami dans un bar après s'être fait licencier. Tous deux fauchés, ils se font approcher par un couple. Ces derniers leur propose alors une série de défis de plus en plus morbides contre de plus en plus d'argent. La question est alors : jusqu'où sont-ils prêts à aller pour de l'argent ?

## Fiche technique
- Titre original : Cheap Thrills
- Réalisation : E. L. Katz
- Scénario : David Chirchirillo, Trent Haaga
- Direction artistique :
- Décors :
- Costumes :
- Photographie :
- Son :
- Montage :
- Musique : Mads Heldtberg
- Production :
- Société(s) de production :
- Société(s) de distribution :
- Budget : N/A
- Pays de production :  États-Unis
- Langue originale : anglais
- Format : Couleurs - 35 mm - 1.85:1 - Son Dolby numérique
- Genre : comédie horrifique, comédie noire et thriller
- Durée : 84 minutes
- Dates de sortie[1] :
  - États-Unis : 8 mars 2013 (festival South by Southwest)
  - Canada : 4 août 2013 (festival FanTasia)
  - France : 5 octobre 2013 (L'Absurde Séance)
  - États-Unis : 21 mars 2014
  - France : 13 juin 2014 (Champs-Élysées Film Festival)
- Classification[2] :
  - États-Unis : Not Rated
  - France : interdit aux moins de XX ans

## Distribution
- Pat Healy (VQ : Sébastien Dhavernas) : Craig Daniels
- Ethan Embry (VQ : Patrice Dubois) : Vince
- Sara Paxton (VQ : Catherine Bonneau) : Violet
- David Koechner (VQ : Sylvain Hétu) : Colin
- Amanda Fuller (VQ : Bianca Gervais) : Audrey Daniels
- Brighton Sharbino : Luann
- Laura Covelli : Caryn la barmaid
- Elissa Dowling
- Valerie Emanuel